# William Chambers
Sir William Chambers (27. oktober 1723 i Göteborg – 17. februar 1796) var en skotsk-svensk arkitekt og havearkitekt, hvis kendeste bygningsværk uden diskussion er Somerset House i The Strand, London (1776-1786) bygget i palladiansk klassicisme. Som havearkitekt kendes han fra Kew Gardens i London, som med sine pagoder og andre orientalske elementer vidner om hans ophold i Bengalen og Kina i årene 1740-1749.